# Gesänge aus Taizé
Die Gesänge aus Taizé sind religiöse Gesänge, die in der Communauté de Taizé in Taizé im Département Saône-et-Loire, Frankreich entstanden. Sie werden bei den Gottesdiensten und Jugendtreffen des 1942 gegründeten internationalen ökumenischen Männerordens in Taizé sowie bei den von dort initiierten europäischen Jugendtreffen gesungen und wurden dadurch weltweit verbreitet.

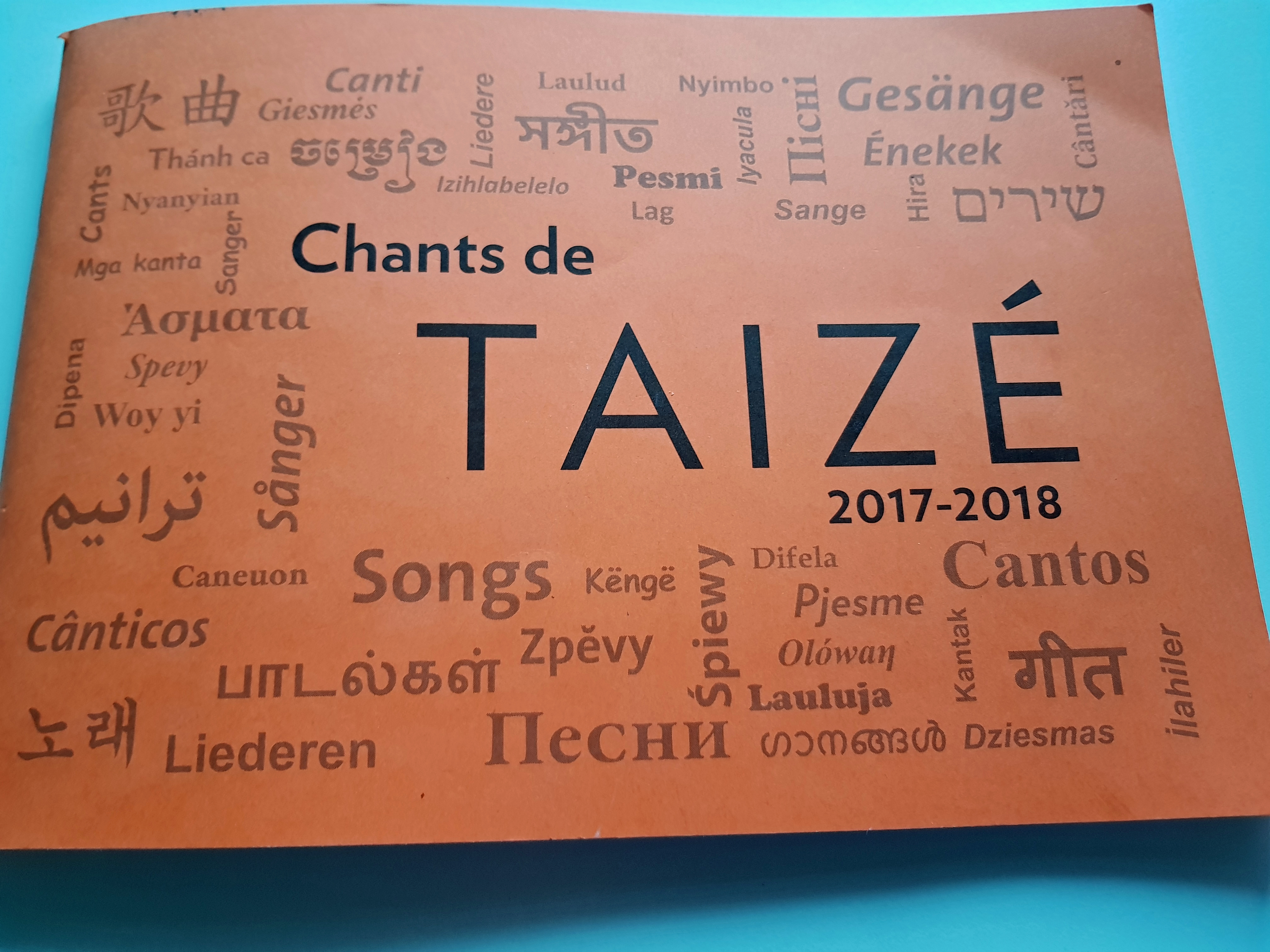
Taizé-Liederheft

## Entstehung
Über 200 Gesänge wurden von Bruder Robert Giscard, einem der ersten Angehörigen der Communauté, komponiert, ab 1974, in Vorbereitung des von der Communauté veranstalteten internationalen Konzils der Jugend, in enger Zusammenarbeit mit dem Pariser Organisten Jacques Berthier. Einige Gesänge stammen von dem französischen Jesuiten Joseph Gelineau und die meisten neuen Lieder von verschiedenen Brüdern der Communauté, darunter auch dem ehemaligen Prior Frère Alois. Ziel war es, ein Element zu schaffen, durch welches die zahlreichen Besucher aktiv an den Gebeten der Gemeinschaft teilhaben können, was sie allerdings auch in ihren Alltag und in ihre Gemeinden zu Hause mitnehmen können.

## Charakteristik
Die charakteristischen „Gesänge aus Taizé“ sind darauf angelegt, dass sie bei den Jugendtreffen von den internationalen, verschiedensprachigen Teilnehmern der drei täglichen Gottesdienste in der Kirche der Versöhnung in Taizé auch ohne besondere musikalische Kenntnisse mitgesungen werden können. Wert wird gelegt auf hohe textliche und musikalische Qualität.
Sie sind einstrophig, kurz, in schlichtem Satz, oft vierstimmig oder kanonisch. Charakteristisch ist das musikalische Element des Ostinato, der vielfachen Wiederholung kurzer Antwortgesänge (häufig: Amen und Halleluja) oder auch längerer Lieder durch die ganze Gemeinde. Für viele Gesänge gibt es Instrumentalbegleitstimmen oder instrumentale Solopartien für Holzblasinstrumente, Blechblasinstrumente, Cello, Gitarre und Tasteninstrumente. Die Gesänge bieten vielfältige Möglichkeiten der musikalischen Variation zwischen Gemeindegesang, Solisten und Instrumenten wie auch für textliche Ergänzungen bei den litaneiartigen Gesängen. Musikalische Wurzeln der Musik sind die Kirchenmusik der Orthodoxen Kirchen und besonders für Berthier die Continuo-Formen der Barockmusik.
Im Handel sind Gesangbücher und CDs erhältlich.

## Textgrundlagen und Vielsprachigkeit
Fast alle Lieder können in mehreren Sprachen gesungen werden. Viele Gesangstexte basieren auf einer Bibelstelle, oft aus dem Buch der Psalmen oder den Evangelien. Eine zunehmende Zahl von Gesängen basieren textlich auf Kernaussagen, Zitaten oder Gebeten bekannter Theologen. Inhaltlich werden zentrale Themen des christlichen Glaubens aufgegriffen: die Liebe und der Friede Gottes, Jesus Christus und der Heilige Geist, die Hoffnung der Menschen auf Gott. In den Gottesdiensten spielt die Licht- und Dunkel-Symbolik eine große Rolle, was sich auch in mehreren Gesängen niederschlägt.
Die Gesänge sind in Latein, in verschiedenen in Europa gesprochenen Sprachen und zuletzt auch in fernöstlichen Sprachen oder arabisch verfasst. Im jährlich neu erscheinenden Liedheft „Chants de Taizé“ wird der Liedtext des Liedes, dessen Sprache namensgebend ist, mit den Noten abgedruckt. Weitere Sprachen, die auf die Melodie singbar sind, werden am Rande mit einem Notensymbol dargestellt. So kommt es, dass es z. B. zehn Lieder gibt, die niederländisch singbar sind, aber nur eines („Iedere Nacht“) namensgebend ist. Liedtexte von liturgischen Gesängen („Halleluja“, „Kyrie eleison“, „Agnus Dei“) bleiben hingegen unübersetzt und werden in Hebräisch, Latein oder Griechisch gesungen.
Im Folgenden eine Übersicht über die modernen Sprachen, in denen jeweils die Lieder gesungen werden können:
englisch (59 Lieder), deutsch (38), litauisch (38), italienisch (35), spanisch (35), polnisch (33), portugiesisch (28), französisch (25), ungarisch (20), russisch (17), kroatisch (16), ukrainisch (14), slowenisch (13), albanisch (11), schwedisch (11), niederländisch (10), slawisch (Славянски) (9), tschechisch (9), koreanisch (8), arabisch (7), chinesisch (7), estnisch (6), norwegisch (6), Swahili (6), finnisch (5), katalanisch (5), slowakisch (5), Bahasa Indonesia (4), japanisch (4), Wolof (4), dänisch (3), rumänisch (3), Tagalog (3), Bengali (2), Hindi (2), isländisch (2), Khmer-Sprache (2), lettisch (2), Tamil (2), Thai (2), Zulu (2), philippinisch (1), Cymraeg (1), baskisch (1), hebräisch (1), Lakota (1), makedonisch (1), Malagasy (1), Sesotho (1), Setswana (1), türkisch (1), vietnamesisch (1).

## Auswahl von Gesängen aus Taizé
| Deutscher Titel                                                              | Originaltitel                                           | Nummer im Liedheft 2023/24 | Textherkunft                      | Komponist                     | Nummer im Gotteslob (GL) und im Evangelischen Gesangbuch (EG) |
| ---------------------------------------------------------------------------- | ------------------------------------------------------- | -------------------------- | --------------------------------- | ----------------------------- | ------------------------------------------------------------- |
| Liste von Taizé-Gesängen, deren Titel in deutscher Sprache ist.              |                                                         |                            |                                   |                               |                                                               |
| Aber du weißt den Weg für mich                                               |                                                         | 139                        | nach Dietrich Bonhoeffer          | Taizé                         |                                                               |
| Atme in uns                                                                  |                                                         | 158                        | nach dem hl. Augustinus von Hippo | Taizé                         |                                                               |
| Behüte mich, Gott                                                            |                                                         | 137                        | Psalm 16,1.11                     | Taizé                         |                                                               |
| Bleib mit deiner Gnade                                                       |                                                         | 112                        | Lukas 24,29                       | Jacques Berthier              |                                                               |
| Bleibet hier und wachet mit mir                                              |                                                         | 3                          | Matthäus 26,38                    | Jacques Berthier              | GL 286                                                        |
| Frieden, Frieden                                                             |                                                         | 135                        | Johannes 14,27                    | Taizé                         |                                                               |
| Gib mich ganz zu eigen dir                                                   |                                                         | 155                        | nach Niklaus von Flüe             | Taizé                         |                                                               |
| Jubelt und freut euch über den Herrn                                         |                                                         | 110                        | Joel 2,21.23                      | Taizé                         |                                                               |
| Singt dem Herrn                                                              |                                                         | 24                         | Psalm 96,1                        | Jacques Berthier              |                                                               |
| Vater unser                                                                  |                                                         | 146                        | Vater unser                       | Taizé                         |                                                               |
| Zu wem solln wir gehen?                                                      |                                                         | 165                        | Johannes 6,68                     | Taizé                         |                                                               |
| Liste von Taizé-Gesängen, deren Melodie auch mit deutschem Text singbar ist. |                                                         |                            |                                   |                               |                                                               |
| Bei Gott bin ich geborgen                                                    | französisch Mon âme se repose                           | 32                         | Psalm 62,2                        | Jacques Berthier              |                                                               |
| Christus, dein Geist                                                         | schwedisch Kristus, din Ande                            | 120                        |                                   | Taizé                         |                                                               |
| Christus, dein Licht                                                         | französisch Jésus le Christ                             | 9                          | Johannes 1,6–7                    | Jacques Berthier              |                                                               |
| Dein Feuer, Schöpfer Geist                                                   | französisch Esprit consolateur                          | 126                        |                                   | Taizé                         |                                                               |
| Deine Liebe                                                                  | französisch Que j’exulte et jubile                      | 128                        |                                   | Taizé                         |                                                               |
| Du bist der Quell des Lebens                                                 | italienisch Tu sei sorgente viva                        | 39                         |                                   | Taizé                         |                                                               |
| Du bist Verzeihen                                                            | lateinisch Christe Salvator                             | 21                         |                                   | Jacques Berthier              |                                                               |
| Du weißt alles, Gott                                                         | litauisch Viešpatie, tu viską žinai                     | 136                        | Johannes 21,17                    | Taizé                         |                                                               |
| Eines nur ist mein Verlangen                                                 | französisch Une soif emplit notre âme                   | 62                         |                                   | Joseph Gelineau               |                                                               |
| Freut euch und vertraut                                                      | französisch Fiez-vous en Lui                            | 148                        | Philipper 4,6–7                   | Taizé                         |                                                               |
| Geist der Zuversicht                                                         | italienisch Vieni Spirito creatore [canon]              | 57                         |                                   | Jacques Berthier              | GL 350                                                        |
| Glücklich sind                                                               | französisch Les Béatitudes                              | 101                        | Matthäus 5,3–11                   | Orthodoxe Liturgie            |                                                               |
| Gott aller Liebe                                                             | französisch Toi, tu nous aimes                          | 54                         |                                   | Jacques Berthier              |                                                               |
| Gott, dein Wort erleuchte                                                    | finnisch Sanasi on lamppu                               | 160                        | Psalm 119,105                     | Taizé                         |                                                               |
| Gott ist nur Liebe                                                           | polnisch Bóg jest miłością                              | 113                        |                                   | Taizé                         |                                                               |
| Größer kann die Liebe nicht sein                                             | französisch Grande est ta bonté                         | 64                         | Johannes 15,13                    | Joseph Gelineau               |                                                               |
| Im Dunkel unserer Nacht                                                      | französisch De nos obscurités                           | 1                          |                                   | Jacques Berthier              |                                                               |
| In dunkler Nacht                                                             | spanisch De noche                                       | 12                         |                                   | Jacques Berthier              |                                                               |
| Lobet Gott                                                                   | polnisch Wysławiajcie Pana                              | 121                        |                                   | Taizé                         |                                                               |
| Lobsingt ihr Völker                                                          | lateinisch Laudate omnes gentes                         | 23                         | Psalm 117                         | Jacques Berthier              | GL 386, EG 181,6                                              |
| Lobt und preist unsern Gott                                                  | französisch Bénissez le Seigneur                        | 16                         |                                   | Jacques Berthier              |                                                               |
| Meine Hoffnung und meine Freude                                              | katalanisch El Senyor                                   | 17                         | Jesaja 12,2                       | Jacques Berthier              | GL 365                                                        |
| Nah ist der Herr                                                             | englisch Wait for the Lord                              | 2                          | Psalm 27,14                       | Jacques Berthier              |                                                               |
| Singt ein Danklied                                                           | französisch Rendez grâce au Seigneur                    | 103                        |                                   | Russisch-Orthodox, arr. Taizé |                                                               |
| Vertraut auf Gott                                                            | französisch Notre âme attend                            | 7                          |                                   | Jacques Berthier              |                                                               |
| Wach auf!                                                                    | französisch C’est toi ma lampe, Seigneur                | 8                          | 2 Sam 22,29 , Psalm 18,29         | Jacques Berthier              |                                                               |
| Wer Gott sucht                                                               | französisch Dieu ne peut que donner son amour           | 51                         |                                   | Joseph Gelineau               |                                                               |
| Weitere bekannte Gesänge (ohne deutsche Fassung)                             |                                                         |                            |                                   |                               |                                                               |
| (Dankt dem Herrn, denn er ist gut)                                           | lateinisch Confitemini Domino, quoniam bonus            | 18                         | Psalm 136,1                       | Jacques Berthier              | GL 618,2                                                      |
| (Gut ist es, dem Herrn zu vertrauen)                                         | lateinisch Bonum est confidere in Domino                | 35                         | Psalm 118,8–9                     | Jacques Berthier              |                                                               |
| (In deine Hände, Vater)                                                      | lateinisch In manus tuas, Pater, commendo spiritum meum | 30                         | Lk 23,46                          | Taizé                         | GL 658,1                                                      |
| Magnificat                                                                   | lateinisch Magnificat (canon)                           | 19                         | Magnificat, Lk 1,46               | Jacques Berthier              | GL 390                                                        |
| (Nichts beunruhige dich, nichts ängstige dich)                               | spanisch Nada te turbe, nada te espante                 | 50                         | Teresa von Ávila                  | Jacques Berthier              |                                                               |
| (Preise den Herrn, meine Seele)                                              | englisch Bless the Lord                                 | 5                          | Psalm 103,1–4                     | Jacques Berthier              |                                                               |
| (Wo Güte und Liebe ist)                                                      | lateinisch Ubi caritas, Deus ibi est                    | 4                          |                                   | Joseph Gelineau               | GL 445                                                        |

Die Gesänge aus Taizé erscheinen unter dem Label „Les Presses de Taizé“. Die meisten CDs sind in Taizé in der Kirche der Versöhnung produziert.

## Rezeption im deutschsprachigen Bereich
Viele Gesänge der Communauté wurden ins römisch-katholische Gesangbuch Gotteslob aufgenommen: Auch im Evangelischen Gesangbuch sind Lieder und zum Teil auch Liturgien mit Gebeten aus Taizé übernommen worden. Gleiches gilt für das Gesangbuch der Evangelisch-reformierten Kirchen der deutschsprachigen Schweiz, für das Gesangbuch der Evangelisch-methodistischen Kirche und das Evangelisch-Lutherische Kirchengesangbuch. Auch die Liederbücher des Deutschen Evangelischen Kirchentages knüpfen an das Singen von Taizé an.
Man findet die Gesänge in Gottesdiensten christlicher Gemeinden in Deutschland, Österreich und der Schweiz. Sie sind zentraler Bestandteil der in aller Welt gefeierten und an die Gottesdienste in Taizé angelehnten „Nacht der Lichter“.